# Battaglia della Bolognina
La battaglia della Bolognina fu uno scontro della Seconda guerra mondiale tra i partigiani della 7ª GAP e le forze di occupazione nazifasciste combattuto il 15 novembre 1944 nel rione della Bolognina, nella città di Bologna, dal quale la battaglia prende il nome.

## Antefatti
Nell'agosto del 1944, dopo aver completato la liberazione dell'Italia Centrale, le truppe alleate avevano lanciato l'Operazione Olive per tentare lo sfondamento della Linea Gotica. Le forze della Resistenza presenti a Bologna, incoraggiate dai successi dell'esercito alleato, si preparavano all'insurrezione in appoggio allo sfondamento del fronte, allora ritenuto imminente. A questo scopo, fra il settembre e l'ottobre 1944, i partigiani avevano stabilito diverse basi operative in città. Il 7 novembre i tedeschi scoprirono e attaccarono una base in via del Macello (zona del Cavaticcio). Si venne ad un durissimo scontro, noto come la battaglia di Porta Lame.
Nel frattempo, a fine ottobre 1944, l'offensiva alleata si era esaurita e nell'inverno fra il 1944 e il 1945, il fronte di guerra si era stabilmente assestato lungo la Linea Gotica sull'Appennino a meno di 20 chilometri da Bologna. Con il proclama Alexander del 13 novembre 1944, il comandante in capo delle forze alleate nel Mediterraneo, il feldmaresciallo inglese Harold Alexander, richiedeva alle forze della Resistenza dell'Italia settentrionale la cessazione delle operazioni su vasta scala e l'attestarsi su posizioni difensive.
La stasi dell'avanzamento alleato creò le condizioni adatte per un inasprimento della repressione da parte delle forze fasciste e naziste contro quelle della Resistenza. Nei mesi a seguire, le forze nazifasciste - avvalendosi di spie infiltrate, confessioni estratte sotto tortura e prigionieri usati come esche - procedettero all'uccisione dei partigiani identificati e all'attacco delle basi della Resistenza in città

## La battaglia

### Vigilia della battaglia
La sera del 7 novembre 1944, dopo la battaglia di Porta Lame, una trentina di partigiani, tra i quali non pochi feriti, riuscirono a raggiungere una vecchia base della 7ª brigata GAP Gianni Garibaldi in via Lionello Spada alla Bolognina (Bologna).
Il pomeriggio dopo i feriti furono trasportati nell'infermeria partigiana di via Duca d'Aosta 77 (oggi via Andrea Costa), mentre numerosi altri decisero di raggiungere le basi partigiane nei comuni della provincia dalle quali erano partiti alcuni mesi prima. Restarono in una ventina che si sistemarono in uno stabile semidiroccato in piazza dell'Unità angolo via Tibaldi. Comandante del gruppo era Ardilio Fiorini "Primo".

### Scontro
Nelle prime ore del 15 novembre 1944 dalla base uscirono Roberto Zucchini "Ambro" e Dante Guadarelli "Rino" che avrebbero dovuto incontrare i dirigenti della brigata per discutere il futuro del gruppo. Poco dopo nella piazza arrivarono 18 mezzi corazzati, tra carri armati e autoblindo, con numerosi tedeschi e militi fascisti. Fiorini fece uscire Mario Ventura "Sergio" con l'incarico di accertare la consistenza dello schieramento nazifascista e di riferire. Fatti pochi passi Ventura fu catturato e il giorno dopo fucilato. Poiché non sapevano se la base era stata scoperta o se i nazifascisti stavano effettuando uno dei consueti rastrellamenti, i partigiani decisero di attendere. Se attaccati, sarebbero usciti dalla parte posteriore dello stabile e avrebbero tentato di raggiungere la zona del Mercato ortofrutticolo, in via Fioravanti, parzialmente distrutto dai bombardamenti. Alle 12,30 una pattuglia fascista penetrò nello stabile e cominciò a controllare gli appartamenti. Quando tentarono di penetrare in quello occupato dai partigiani, i fascisti avvertirono che la porta era sbarrata dall'interno. La forzarono, ma furono uccisi da Fiorini e Renato Romagnoli "Italiano". I due scesero le scale, seguiti da alcuni partigiani, mentre altri restarono e cominciarono a sparare dalle finestre. Romagnoli attraversò alcuni giardini, diretto all'Ortofrutticolo, e lungo il tragitto affrontò e abbatté due tedeschi. Poi cadde e la canna del mitra si riempì di terra. Nascose le armi e, approfittando del suo aspetto giovanile e dell'abbigliamento quasi infantile, si consegnò ai fascisti dicendo di essere un abitante dello stabile. Per questo si salvò. Edgardo Galetti "Bufalo", anziché dirigersi verso il mercato, attraversò la strada e fu falciato dai fascisti. Stessa sorte toccò a Daniele Chiarini "Diavolo". Amos Facchini "Joe" fu ferito mentre si allontanava dallo stabile. Dopo avere sparato l'ultimo colpo si suicidò.

### Esito
Nello scontro, durato poco più di un'ora, restarono uccisi Gino Comastri "Rolando" e Bruno Camellini "Slavo". I tedeschi spararono contro lo stabile con i cannoni dei carri armati. Restarono feriti, ma riuscirono a salvarsi, grazie all'aiuto dei compagni, Fiorini, Rossano Mazza, Franco Dal Rio "Bob", Arrigo Brini "Volpe", Riniero Turrini "Maresciallo" e "Toscano". Dal Rio e "Toscano" per non cadere prigionieri, avevano tentato il suicidio sparandosi alla testa. Anche Turrini, essendo rimasto ferito, si sparò per non essere catturato, ma non morì. Fiorini, Turrini, Mazza, Dal Rio e Brini furono portati dai compagni nell'infermeria partigiana di via Duca d'Aosta 77 (Oggi via Andrea Costa). Qui, il 9 dicembre 1944, furono catturati dai fascisti e fucilati alcuni giorni dopo. "Toscano" fu ricoverato in ospedale e si salvò. Complessivamente i partigiani ebbero 6 caduti nello scontro, ai quali vanno aggiunti i 5 feriti catturati e uccisi in dicembre. Restarono illesi Romagnoli, Secondo Negrini "Barba", Osvaldo Allaria "Dado", Salvatore Calogero "Siciliano" e Giovanni Galletti "Gallo". Nel corso dello scontro, un proiettile vagante colpì e uccise il passante Filippo Fazioli di 71 anni residente in via del Barroccio a Bologna.

## Conseguenze
I partigiani superstiti si videro  costretti ad uscire dalla città e tornare nelle sedi operative della campagna.
Già il 5 dicembre 1944, i tedeschi e i fascisti - su indicazione di alcune spie - operarono due grandi rastrellamenti ad Anzola Emilia e ad Amola di Piano (San Giovanni in Persiceto), dove avevano le loro basi un distaccamento della 7ª Brigata GAP e reparti SAP della 63ª Brigata "Bolero". Oltre 200 persone furono arrestate e sottoposte a interrogatori e non di rado a sevizie. Successivamente vennero trasferiti nel carcere di San Giovanni in Monte. Altri ancora si aggiunsero nei giorni successivi. Alcuni rastrellati vennero rilasciati, mentre gli altri prigionieri, ammassati nelle celle sovraffollate e malsane del carcere, vennero sottoposti a ulteriori interrogatori e torture.
Quasi un centinaio dei prigionieri furono sommariamente giustiziati di nascosto dalle forze nazifasciste nella seconda metà del dicembre 1944, in quello che venne a chiamarsi eccidio di Sabbiuno di Paderno. Altri invece furono deportati nel campo di transito di Bolzano e nel campo di concentramento di Mauthausen. Altri ancora, più di 130, vennero giustiziati fra il febbraio e il marzo dell'anno successivo, in quelli che divennero noti come eccidi di San Ruffillo.